# 石抹査剌
石抹 査剌（せきまつ ジャラル、1200年 - 1243年）は、モンゴル帝国に仕えた契丹人の一人。

## 概要
石抹査剌は最初期にモンゴル帝国に投降した契丹人の一人石抹エセンの長男であった。
査剌は弓矢に優れた人物で、父が亡くなると御史大夫の地位を継ぎ、父の率いていた「黒軍」も継承した。1218年（戊寅）、ムカリに従って平陽府・太原府・隰州・吉州・岢嵐州など関西諸郡の平定に功績を挙げ、益都攻略の際には城民の殺戮をやめさせている。1221年にムカリの陣営を訪れた南宋人趙珙が記した『蒙韃備録』の「諸将功臣」という項目の中には、ムカリ指揮下の有力武将として劉伯林・石抹明安（大葛相公）・ジャバル・ホージャ（札八）に並んでジャラル（紙蝉児）元帥の名が挙げられている。
1219年（己卯）、査剌は黒軍を率いて真定路・固安州・太原府・平陽府・隰州・吉州・岢嵐州などの諸郡に駐屯し、河南に引きこもった金朝を攻撃する際には常に黒軍を先鋒として攻め立てた。査剌は金朝の将の白撒・官奴を黄河で破り、首都の開封を陥落させた時には貴重な図書を回収して帰還したため、オゴデイ・カアンは捕虜とした軍団の多くを査剌に下賜し「黒軍」に組み込んだという。
1233年（癸巳）に査剌は国王タシュ率いる軍団に属し、東夏国の平定に従事した。査剌は東夏国の首都の南京（磨磐山山城）の攻略において、城壁を真っ先に上り城の陥落に大きく貢献したため、タシュはその功績を称えて自らが身に着けていた錦衣を下賜している。1241年（辛丑）にオゴデイも東夏国平定における功績を称え、真定・北京両路ダルガチの地位を授けたが、1243年（癸卯）に柳城で44歳にして亡くなった。査剌の死後は、息子の石抹庫禄満が跡を継いだ。